# Hunters and Prey
Hunters and Prey es un EP de la banda brasileña Angra lanzado en 2002, después de Rebirth, el que estreno nuevos integrantes: Eduardo Falaschi, Felipe Andreoli y Aquiles Priester. El álbum trae cinco canciones inéditas, incluyendo una versión en portugués de la canción Hunters and Prey ("Caça e Caçador"), las versiones acústicas de "Rebirth" y "Heroes of Sand" y una versión de "Mama" de la banda británica Genesis.

## Lista de canciones
1. "Live and Learn" (Loureiro/Bittencourt) - 04:12
2. "Bleeding Heart" (Falaschi) - 04:04
3. "Hunters and Prey" (Loureiro/Bittencourt/Falaschi/Priester) - 06:29
4. "Eyes of Christ" (Bittencourt/Loureiro) - 04:16
5. "Rebirth" (Versión acústica) (Bittencourt/Loureiro) - 03:36
6. "Heroes of Sand" (Versión acústica) (Falaschi) - 03:50
7. "Mama" (Cover de Genesis) - 05:20
8. "Caça e Caçador" (Loureiro/Bittencourt/Falaschi/Priester) - 06:28

## Formación
- Eduardo Falaschi - Vocales
- Kiko Loureiro - Guitarra
- Rafael Bittencourt- Guitarra
- Felipe Andreoli - Bajo
- Aquiles Priester - Batería

- Datos: Q2707865